# Gare de Figeac
Gare de Figeac vasútállomás Franciaországban, Figeac településen.

## Vasútvonalak
Az állomást az alábbi vasútvonalak érintik:
- Brive-la-Gaillarde–Toulouse-vasútvonal
- Figeac–Arvant-vasútvonal

## Kapcsolódó állomások
A vasútállomáshoz az alábbi állomások vannak a legközelebb:
- Gare d’Assier
- Gare de Bagnac
- Gare de Capdenac